# Aeroportul Chisana
Aeroportul Chisana (IATA: CZN, FAA LID: CZN) este un aeroport din Alaska, Statele Unite ale Americii ce deservește zona Chisana⁠(d). Aeroportul a fost tranzitat în 2019 de 100 de pasageri. A fost numit după zona deservită.
Situat la o altitudine de 1.011 m, aeroportul dispune de 1 pistă.

## Infrastructură

### Piste
Aeroportul dispune de o singură pistă. Pista 12/30 are dimensiunile 3.000 picioare × 50 picioare. 